# Mavinakere, Holenarsipur
Mavinakere là một làng thuộc tehsil Holenarsipur, huyện Hassan, bang Karnataka, Ấn Độ.